# Площад на Конституцията (Мексико Сити)
„Сокало“ (на испански: Zocalo) е главният площад в сърцето на историческия център на Мексико Сити. Площадът е известен като „Централен площад“ или „Площад на оръжието“, но днес официалното му име е „Площад на Конституцията“ (Plaza de la Constitución).
Това име идва не от някоя от мексиканските конституции, по които се управлява страната, а от конституцията Кадис, която е подписана в Испания през 1812 г. Въпреки официалното наименование площадът днес е наричан „Зокало“. Правени са планове за издигане на колона като паметник на независимостта, но е построена само основата (или zócalo). Паметникът-колона е разрушен отдавна, но името е останало. В други мексикански градове, като Оахака и Гуадалахара, също са приели думата zócalo да се отнася до техните главни площади.
Площадът е сборно място за мексиканците, както и по времето на ацтеките, като се провеждат мексикански церемонии – полагане на клетва на вицекрале, царски прокламации, военни паради, церемонии на независимостта и съвременни религиозни събития като фестивалите на Страстната седмица и Празника на Тялото и Кръвта на Христос. Там се устройват церемонии с чуждестранни държавни глави и е основното място както за национален празник така и за национален протест.
Модерният „Сокало“ в Мексико Сити е 57 600 м2 (240 m х 240 m), което го прави един от най-големите градски площади в света. Площадът граничи с Катедралата на Мексико Сити на север, Националния дворец на изток, район с федерални сгради на юг и със Стария портал де Меркадерес на запад. В близост са сградата Насионал Монте де Пиедад в северозападния ъгъл и Темпло Майор (Големият храм) на североизток.
В центъра е издигнат пилон с огромен мексикански флаг, тържествено издиган и свалян всеки ден.